# 加治木俊道
加治木 俊道（かじき としみち、1916年3月10日 - 2003年9月2日）は、日本の大蔵官僚。大蔵省証券局長や、関西電力副社長を務めた。クリスチャンで日本基督教団信徒。1986年勲二等瑞宝章受章。東京商大（一橋大）出身としては初の大蔵省内部部局の局長。

## 人物
鹿児島県出身。1941年に旧制東京商科大学（一橋大学の前身）を卒業後、大蔵省入省（為替局配属）。同期に柏木雄介（財務官、東京銀行頭取） 、塩崎潤（大蔵省主税局長、総務庁長官）、森鼻武芳（北海道銀行頭取）がおり、後にこれらのメンバーとともに敵産管理法案策定作業を行った。
大蔵省で証券部長や、証券局長等として証券行政にたずさわり、日本証券保有組合の設立、公社債市場の再開、投資信託委託会社の証券会社からの完全分離、バイカイ規制、証券業の届出制から免許制への変更等にあたる。
1964年には株価の下落を受け、日本銀行、日本興業銀行、三菱銀行、富士銀行などの首脳との協議をまとめ、日本共同証券を設立した。
証券不況による経営危機にあった山一證券に対する、1965年の初の日銀特融の際には、銀行局長の高橋俊英とともに、田中角栄大蔵大臣に説明、了承を得た後、根回しを行い、日銀特融を実現した。なお、この際、当初は、中山素平日本興業銀行頭取らとともに、日本興業銀行出身の日高輝を山一證券の社長に据え、銀行団主導での山一證券経営再建を目指していた。そのために、東京商科大学同窓の朝日新聞記者を通じ、朝日新聞、読売新聞、毎日新聞、日本経済新聞、産経新聞、東京新聞、共同通信各社の経済部長で構成される「七社会」の幹事役だった中田稔朝日新聞経済部長に接触し、七社会の会合に出席、昭和金融恐慌のような混乱が生じる事態を避けるため、山一證券の経営危機についての報道は、大蔵省の合図があるまで控えてほしいとの申し入れを行い、了承を得ていた。ところが、報道協定に参加していなかった西日本新聞（本社・福岡）が一面スクープで山一證券の経営危機を報じ、全国で解約を求める投資家が山一證券に殺到する取り付け騒ぎとなり、結局日銀特融による混乱打開へ向けて調整がなされることとなった。
大蔵省退官後は、関西電力に移り、芦原義重、小林庄一郎のもと、専務や副社長等を歴任、関西電力では、官僚出身者は社長になれないという不文律があったため、社長の補佐役に徹し、同社の立地環境本部長や電気事業連合会立地推進連絡会議委員長を務め、電源立地に取り組んだ。
端整な顔立ちや、絵がうまいことでも知られた。妻との間に二女。

## 略歴
- 1916年 鹿児島県生まれ。後に山口高等商業学校卒業。
- 1941年 旧制東京商科大学（一橋大学の前身）卒業、大蔵省入省。
- 1942年 大分税務署長[12]。
- 大日本帝国陸軍司政官、銀行局金融制度調査室長、主税局税関部業務課長、銀行局特殊金融課長、銀行局検査管理課長、銀行局中小金融課長、主税局税関部企画課長、福岡国税局長などを務めた。
- 1963年 大蔵省理財局証券部長。
- 1964年 大蔵省大臣官房財務調査官。
- 1966年 大蔵省証券局長。
- 1967年 関西電力顧問。
- 1975年 同社専務取締役[13]。
- 1978年 - 1983年 関西電力副社長[14]。
- 1991年 - 1998年 関西電力相談役。
- 2003年 肺炎のため大阪市福島区の病院で死去、享年87歳[15]。